# 小纺锤菌纲
小纺锤菌纲（学名：Atractiellomycetes）是担子菌门柄锈菌亚门下的一个纲。该纲仅含一目，即小纺锤菌目（学名：Atractiellales）。其下又包含3个科、10个属、34个种。

## 下属分类
本科包括以下属：
- 小纺锤菌科 Atractogloeaceae 
  - 小纺锤菌属（Atractogloea）
- 石花菌科 Mycogelidiaceae
- 锤耳科 Phleogenaceae
- Saccoblastiaceae